# Grant Robertson

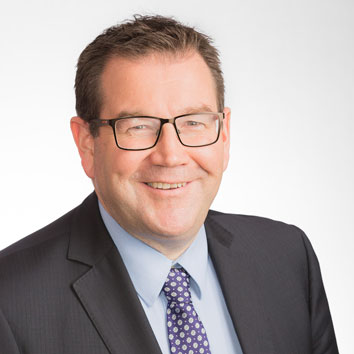
Grant Robertson (2020)

Grant Robertson (* 30. Oktober 1971 in Palmerston North, Neuseeland) ist ein neuseeländischer Politiker. Robertson ist seit den Parlamentswahlen 2008 Abgeordneter für die Labour Party im neuseeländischen Parlament. Seit November 2020 ist er Stellvertretender Ministerpräsident.

## Leben
Robertsons Familie lebte während seiner Kindheit zunächst in Hastings, bevor sie nach Dunedin umzog. Nach seiner Schulzeit studierte er Politikwissenschaften an der University of Otago, wo er 1995 sein Studium mit dem Bachelor of Arts abschloss. 1994 war Robertson Präsident der 'Otago University Students' Association und 1996 Präsident der New Zealand University Students' Association. Robertson ist offen homosexuell.
Nach seinem Studium begann Robertson am neuseeländischen Außenministerium zu arbeiten. Er wurde im Rahmen seiner Tätigkeiten unter anderem nach New York City zu den Vereinten Nationen beordert sowie im Rahmen des Managements der neuseeländischen Entwicklungsprogramme nach Samoa. Danach kehrte er nach Neuseeland zurück und begann für Marian Hobbs und später für die Premierministerin Helen Clark als Mitarbeiter zu arbeiten. 2005 nahm Robertson eine Stelle an der University of Otago an. 2006 gab die Abgeordnete Marian Hobbs bekannt, für die Parlamentswahlen 2008 nicht wieder zu kandidieren. Als Nachfolger für sie wurde Robertson vorgeschlagen.

## Karriere als Politiker
Robertsons gewann 2008 den Wahlkreis Wellington Central gegen den Stephen Franks von der New Zealand National Party.
Seit Oktober 2017 ist er unter Premierministerin Jacinda Ardern Finanzminister sowie Sportminister von Neuseeland. Seit November 2020 ist er im zweiten Kabinett Arderns Stellvertretender Ministerpräsident. Robertson gehört wie zwei weitere Kabinettsmitglieder der LGBT-Community an.

### Ministerämter in der Regierung Ardern
Ministerposten im 1. Kabinett von Jacinda Ardern:
| Minister                                          | vom              | bis              |
| ------------------------------------------------- | ---------------- | ---------------- |
| Minister of Finance                               | 26. Oktober 2017 | 6. November 2020 |
| Minister for Racing                               | 26. Oktober 2017 | 6. November 2020 |
| Associate Minister for Arts, Culture and Heritage | 26. Oktober 2017 | 6. November 2020 |
| Minister for Earthquake Commission                | 28. Juni 2019    | 6. November 2020 |

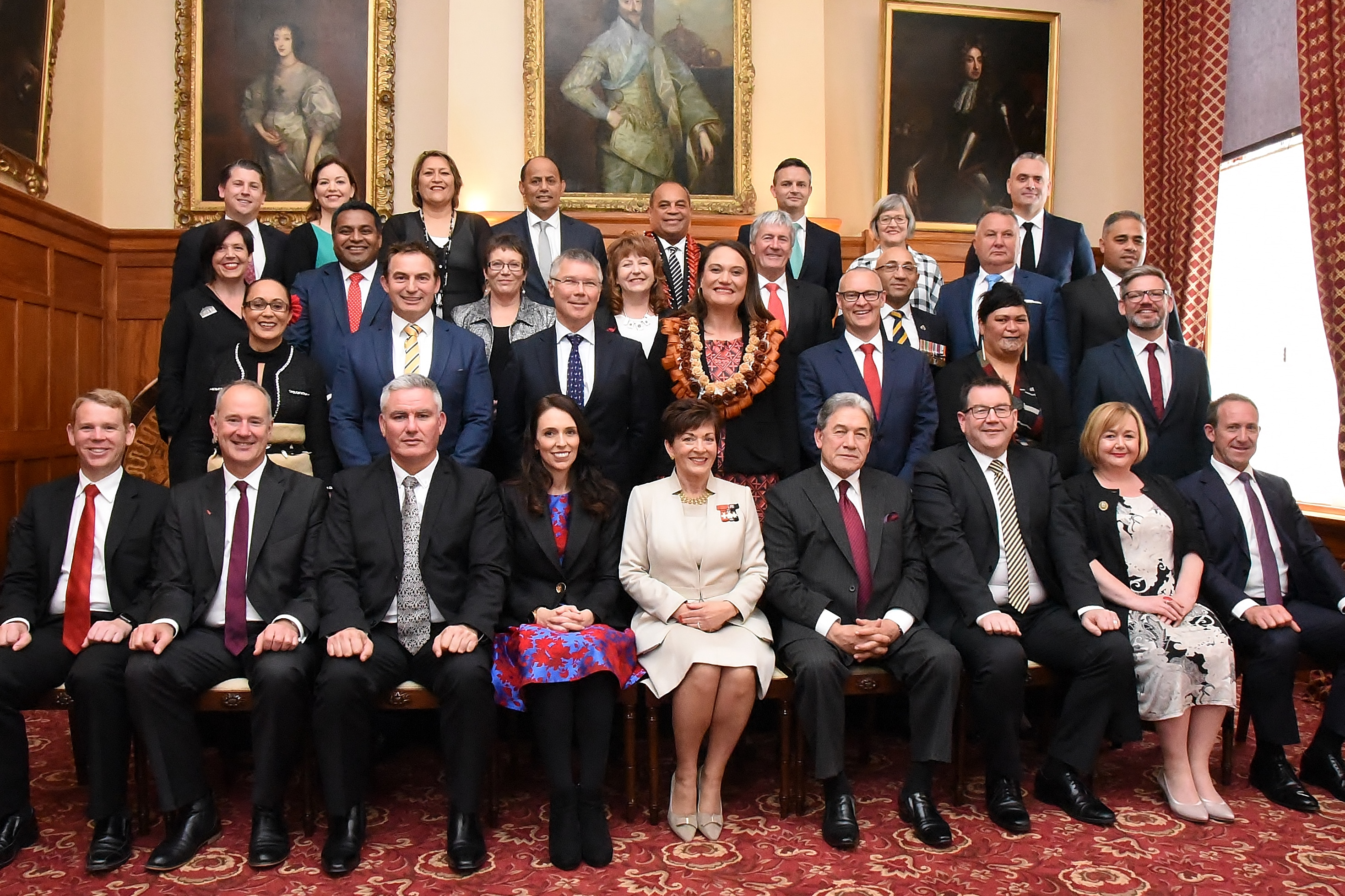
Grant Robertson (2017)
3. von rechts in der ersten Reihe

Ministerposten im 2. Kabinett von Jacinda Ardern:

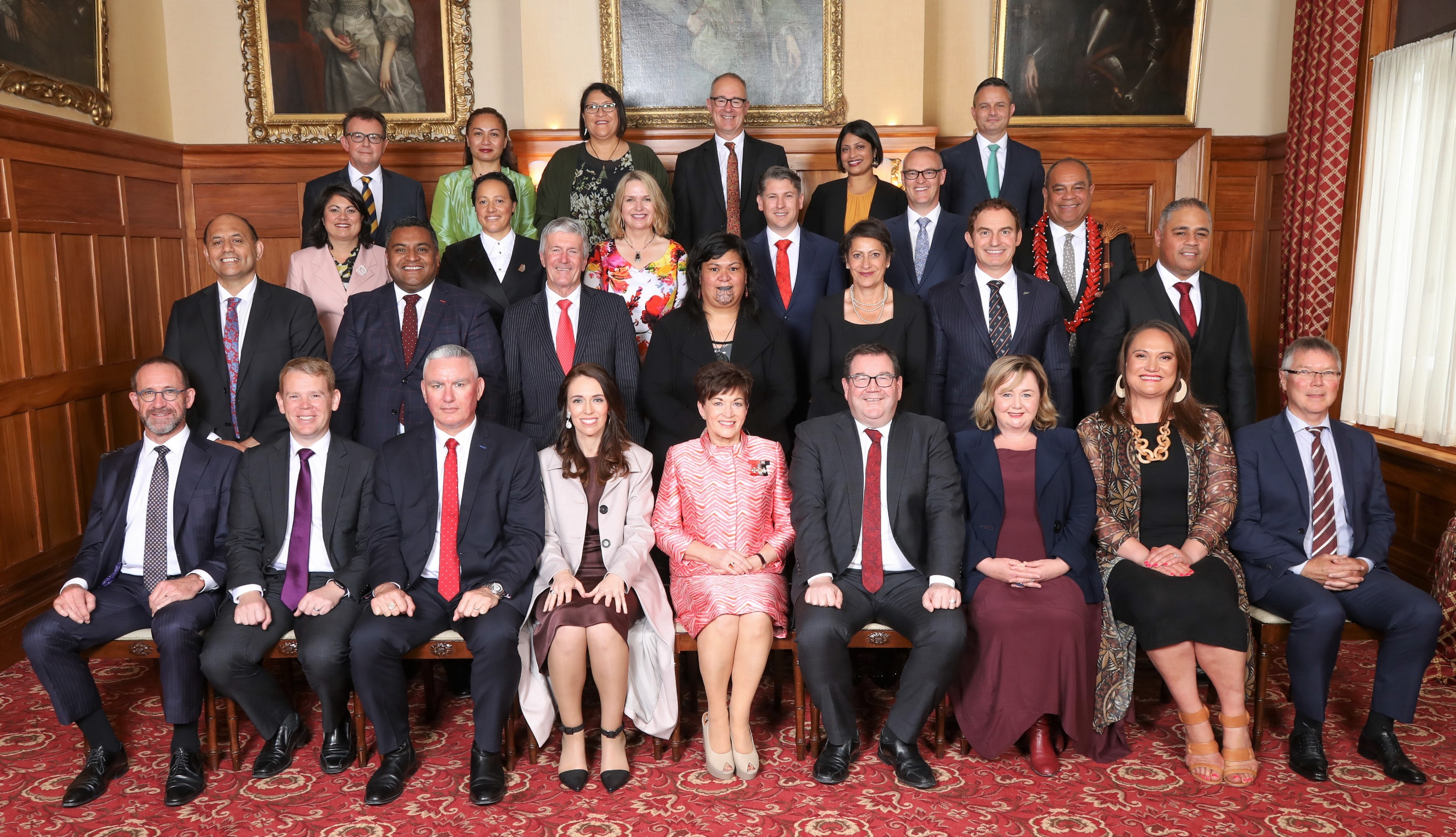
Grant Robertson (2020)
4. von rechts in der ersten Reihe

| Minister                          | vom              | bis             |
| --------------------------------- | ---------------- | --------------- |
| Minister for Sport and Recreation | 6. November 2020 | 14. Juni 2022   |
| Minister for Racing               | 6. November 2020 | 14. Juni 2022   |
| Deputy Prime Minister             | 6. November 2020 | 25. Januar 2023 |
| Minister of Finance               | 6. November 2020 | 25. Januar 2023 |
| Minister for Infrastructure       | 6. November 2020 | 25. Januar 2023 |

### Ministerämter in der Regierung Hipkins
Mit dem Rücktritt von Jacinda Ardern als Premierministerin in der laufenden Legislaturperiode und der Übernahme des Amtes durch ihren Parteikollegen Chris Hipkins am 25. Januar 2023, musste Roberson die Position des Deputy Prime Minister (stellvertretender Premierminister) an seine Kollegin Carmel Sepuloni abgeben. Auch wurde einige seiner Verantwortungsbereich als Minister neu zugewiesen.
| Minister                                  | vom               | bis               |
| ----------------------------------------- | ----------------- | ----------------- |
| Minister of Finance                       | 25. Januar 2023   | 27. November 2023 |
| Minister for Infrastructure               | 25. Januar 2023   | 27. November 2023 |
| Minister for Sport and Recreation         | 25. Januar 2023   | 27. November 2023 |
| Acting Minister for the Public Service    | 25. Januar 2023   | 27. November 2023 |
| Acting Leader of the House                | 25. Januar 2023   | 27. November 2023 |
| Minister for Cyclone Recovery             | 22. Februar 2023  | 27. November 2023 |
| Minister for Disarmament and Arms Control | 11. November 2023 | 27. November 2023 |
| Minister of Foreign Affairs               | 11. November 2023 | 27. November 2023 |

Quellen: Department of the Prime Minister and Cabinet New Zealand Parliament
Mit der nachfolgenden regulären Parlamentswahl, die am 14. Oktober 2023 stattfand, verlor die Labour Party ihre Regierungsmehrheit an die New Zealand National Party und Robertson nahm nachfolgend die Rolle des Shadow Leader of the House (Schattenvorsitzender des Parlaments) für seine Partei an. Robertson bekam wiederholt einen Sitz im Parlament über die Liste seiner Partei.